# Ophelia (Film)
Ophelia ist ein US-amerikanisch-britisches Filmdrama der australischen Regisseurin Claire McCarthy aus dem Jahr 2018. Die feministische Reinterpretation von William Shakespeares Tragödie Hamlet basiert auf dem gleichnamigen Roman der US-amerikanischen Autorin Lisa Klein; entscheidende Facetten fügte aber erst die US-amerikanische Drehbuchautorin Semi Chellas hinzu. Der Film erzählt die Geschichte um den Prinzen Hamlet aus der Perspektive seiner Geliebten Ophelia, deutet entscheidende Passagen um und gelangt so zu einer gänzlich anderen Quintessenz.

## Verhältnis zur Tragödie Shakespeares
Ophelia ist um zentrale Szenen der Shakespeare’schen Tragödie herum aufgebaut, die, sprachlich modernisiert und gestrafft, grundsätzlich wie im Original ablaufen. Damit verwoben sind aber gänzlich neue Inhalte, nicht nur in Form neuer Szenen, sondern sogar neuer Dialoge, die kunstvoll in die Originaldialoge bestehender Szenen verschachtelt sind. Das markanteste Beispiel ist der berühmte, von König Claudius und Ophelias Vater Polonius belauschte Dialog zwischen Ophelia und Hamlet, in dem Hamlet Ophelia auffordert, ins Kloster zu gehen. Im Shakespeare’schen Original ist das eine brüske Zurückweisung von Ophelia durch Hamlet; im Film verständigen sich die beiden, in Liebe einander zugetan, flüsternd und unhörbar für Claudius und Polonius mit zwischengeschobenen Dialogen und Hamlets Aufforderung entspringt der Sorge um Ophelia; er möchte, dass sie sich im Kloster in Sicherheit bringt.
Im Shakespeare’schen Original ist es nur Hamlet, der Wahnsinn aus strategischen Gründen vortäuscht; Ophelia hingegen verfällt ihm tatsächlich. Im Film ist er auch bei Ophelia Strategie; in Wahrheit ist sie es, die die Handlung entscheidend bestimmt.
Im Shakespeare’schen Original ist es eine übernatürliche Erscheinung, der Geist seines Vaters, der Hamlet von dessen Ermordung berichtet; im Film gibt es keine Geister, es ist Ophelia, die durch scharfsinnige Kombination ihrer Beobachtungen Hamlet den Mord enthüllen kann.
Dafür kommt im Film eine Figur hinzu, die es im Original nicht gibt: die Heilerin Mechthild, eine vom Königshof verstoßene, als Hexe denunzierte Frau, die durch ihre medizinischen Kenntnisse die Handlung an entscheidenden Stellen mitbestimmt, wie überhaupt statt Geistern die medizinische Wissenschaft eine große Rolle spielt.
Schließlich gibt es im Film eine enge Beziehung zwischen Ophelia und Königin Gertrude, wodurch Letztere an Vielschichtigkeit gewinnt.
So sind es die Frauenfiguren, im Shakespeare’schen Original oftmals nur Staffage und bloße Opfer männlicher Handlungen, die die Handlung entscheidend prägen und ihr am Ende somit eine gänzlich andere Bedeutung verleihen. Ophelias Problem sind nicht wie im Original die erratischen Verhaltensweisen von Männern, denen sie ausgeliefert ist, sondern ihr auf wachem Geist gegründeter Widerstand gegen die „toxische Männlichkeit“, die sie umgibt.

## Handlung
Ophelia und ihr Bruder Laertes sind Kinder des königlichen Ratgebers Polonius. Ihre Mutter ist verstorben; die Kinder leben bei ihrem Vater auf Schloss Kronborg in Helsingør, der Residenz des dänischen Königs Hamlet. Ophelia ist ein aufgewecktes, selbstbewusstes und wissbegieriges Kind, darf als Mädchen aber nicht die Schule besuchen. Doch ihr Bruder Laertes bringt ihr nach Schulschluss bei, was er gelernt hat; sie saugt das Wissen auf.
König Hamlet und seine Gemahlin Königin Gertrude veranstalten ein großes Fest zu Ehren ihres Sohnes Prinz Hamlet, der seinen 15. Geburtstag feiert und zum Studium nach Wittenberg gehen wird. Ophelia kriecht aus Neugierde unter einen Tisch des Banketts, um das Ereignis verfolgen zu können. Als Claudius, der Bruder des Königs, eine Lobrede auf Prinz Hamlet mit spöttischem Unterton hält und den Apfel vom Baum der Erkenntnis, das Symbol des Wissens, als verführerisch kritisiert, kann Ophelia nicht an sich halten und verteidigt, noch unter dem Tisch befindlich, das Wissen. Königin Gertrude ist von dem vorlauten Mut des kecken kleinen Mädchens angetan und nimmt es unter ihre Fittiche. Ein paar Jahre später, Ophelia ist inzwischen zu einer bezaubernden jungen Frau herangewachsen und eine der königlichen Hofdamen, beeindruckt sie die Königin mit ihrer Klugheit mehr und mehr und als sich auch noch herausstellt, dass Ophelia anders als andere Frauen dieser Zeit des Lesens mächtig ist und der Königin vorlesen kann, wird Ophelia zur Lieblings-Hofdame von Gertrude; es entwickelt sich eine enge Vertrautheit zwischen beiden. Gertrude tröstet Ophelia auch, als die anderen Hofdamen sie als nicht standesgemäß verspotten; sie, Gertrude, selbst sei im Kloster aufgewachsen und sogar dort hätten Neid und Missgunst geherrscht, doch ihre ältere Schwester habe sie stets beschützt.
Nach Jahren des Studiums kehrt Prinz Hamlet aus Wittenberg zurück. Er verliebt sich in Ophelia und auch sie hat nur Augen für ihn, ist aber nicht zuletzt aufgrund des Standesunterschiedes zurückhaltend; sie fürchtet, nur ein Spielball für ihn zu sein. Das scheint sich zu bestätigen, als Prinz Hamlet erneut zum Studium nach Wittenberg aufbricht und sie zurücklässt.
Gertrude fühlt sich von König Hamlet sexuell vernachlässigt und hadert mit ihrem zunehmenden Alter. Sie lässt sich von Ophelia erotische Geschichten vorlesen und schickt sie zu Mechthild, einer geheimnisvollen, von ihr als „Heilerin“ titulierten Frau im Wald, um ihr ein Jugendelixier zu besorgen.
Claudius versucht, Gertrudes sexuelle Frustration auszunutzen und sich ihr zu nähern; zufällig wird Ophelia Zeugin, wie er ihr ein mitternächtliches Treffen auf dem Wehrgang des Schlosses vorschlägt. Gertrude kann zunächst widerstehen, doch dann kommt es zu einem Eklat zwischen ihr und König Hamlet, als sie ihn um Beachtung anfleht, er aber nur einen bevorstehenden Krieg mit Norwegen im Kopf hat. Erneut wird Ophelia Zeugin der Auseinandersetzung und als Gertrude nach dem Streit mitten in der Nacht davoneilt, folgt ihr Ophelia auf den Wehrgang des Schlosses. Dort findet sie zwar nicht Gertrude, trifft aber auf eine bis zur Unkenntlichkeit vermummte Gestalt, die sie in ihrem Schreck einen Augenblick lang für einen Geist hält, obwohl sie eigentlich, von ihrem Bruder und Prinz Hamlets Freund Horatio in Medizin unterrichtet, nicht an Geister glaubt.
Am nächsten Morgen wird bekannt, dass König Hamlet einem tödlichen Schlangenbiss erlegen ist. Der Beerdigung folgt überraschend schnell die Hochzeit zwischen Gertrude und Claudius, der zum neuen König gewählt wurde. Als Prinz Hamlet, unterrichtet vom Tod seines Vaters, schließlich aus Wittenberg eintrifft, steht er, verzweifelt und empört, vor vollendeten Tatsachen. Widerwillig folgt er der von Claudius als neuem König eingeforderten Geste der Unterwerfung.
Ophelia wird erneut von Gertrude zu Mechthild gesandt, um Tinkturen zu holen. Auf dem Weg begegnet ihr abermals eine vermummte Gestalt genau wie jene auf dem Wehrgang des Schlosses.
Mechthild erzählt ihr ihre Geschichte: Sie war nach der Totgeburt eines von ihrer Jugendliebe empfangenen Kindes als Hexe verfolgt worden und hatte nur aufgrund eines ihr bekannten Giftes überlebt, das dafür sorgt, eine Zeitlang wie tot zu wirken; so ließen die Häscher von ihr ab. Auf Ophelias Frage nach dem Vater des Kindes antwortet sie vielsagend, dieser habe jüngst geheiratet.
Verzweifelt wegen des Todes seines Vaters, ist Prinz Hamlet doch überglücklich, Ophelia wiederzusehen. Sie gestehen sich beide endgültig ihre Liebe und auf Hamlets Vorschlag hin heiraten sie heimlich in einer Kapelle außerhalb des Schlosses und verbringen danach eine beglückende Liebesnacht.
Als Ophelia am nächsten Morgen bei Gertrude weilt, erscheint Claudius, befiehlt ihr zu gehen und gibt ihr seinen Mantel mit. Ophelia erkennt in dem Mantel Teil der Vermummung der Gestalt, die ihr wiederholt begegnet war, und findet in den Manteltaschen eine Tinktur von Mechthild.
Sie begreift nun die Zusammenhänge: Mechthild ist Gertrudes für tot gehaltene ältere Schwester, Claudius der Vater ihres totgeborenen Kindes, der sie daraufhin verstieß und als Hexe verfolgen ließ, um sich danach an die jüngere Schwester heranzumachen, und zudem der Mörder von König Hamlet, der mittels Schlangengift von Mechthild einen Schlangenbiss als Todesursache vortäuschte. Auf dem Wehrgang des Schlosses, als sie das vermeintliche Gespenst sah, hatte Ophelia Claudius beinahe auf frischer Tat ertappt.
Claudius fürchtet, Hamlets als erratisch wahrgenommenes Verhalten könnte eine Bedrohung für ihn darstellen und will erkunden, ob es sich vielleicht nur um Liebestollheit gegenüber Ophelia handelt. Er nötigt daher Ophelia zu einem Treffen mit Hamlet, das er und Polonius belauschen.
Der Dialog, den Claudius und Polonius hören, ist jener berühmte Dialog aus Shakespeares Hamlet, aus dem sie folgern, dass Hamlet Ophelia zurückweist. Doch unhörbar für die beiden flüstern sich Hamlet und Ophelia dazwischen ganz andere Sätze zu; Ophelia berichtet Hamlet, dass Claudius seinen Vater ermordet hat, und Hamlet bekniet Ophelia, tatsächlich ins Kloster zu gehen, da es im Schloss für sie zu gefährlich wäre.
Um sicherzugehen, dass Claudius seinen Vater ermordet hat, lässt Hamlet am Hof ein Pantomimenspiel aufführen, das genau solch eine Tat zum Inhalt hat; auch Ophelia wohnt der Aufführung bei. Als Claudius in dem Pantomimenspiel seine Tat erkennt und es erregt abbrechen lässt, sieht Hamlet ihn als überführt an und erhebt sein Schwert gegen ihn, doch Ophelia, die Jähzorn, Gewalt und Rache ablehnt, stellt sich dazwischen.
Claudius ruft die Wachen, um Hamlet fortzuführen, Gertrude, die an der Interaktion zwischen Hamlet und Ophelia deren Liebesbeziehung erkannt hat, verstößt Ophelia, da sie ihr ihren einzigen Sohn nähme. Polonius sieht durch das Verstoßen seiner Tochter seine Stellung am Hofe ebenfalls bedroht und geht zu Gertrude, um um Vergebung zu bitten. Als überraschend Hamlet erscheint, versteckt sich Polonius hinter einem Vorhang, wird von Hamlet aber für Claudius gehalten und, diesmal ungehindert durch Ophelia, erdolcht.
Claudius begreift, dass Ophelia ihn durchschaut hat und lässt sie in den Kerker werfen. Hamlets will er sich entledigen, indem er ihn vermeintlich zu seinem Schutz per Schiff nach England bringen lässt, aber heimlich Order erteilt, Hamlet über Bord zu werfen. Doch das Schiff legt wegen Flaute nicht ab und Ophelia kann sich aus dem Kerker befreien. Sie kehrt zurück an ein Bankett des Hofes und verhält sich vermeintlich irre: Sie singt, tanzt, redet wirr und verteilt Blumen. In Wahrheit dient der Auftritt nur dazu, dem anwesenden Horatio mitzuteilen, er solle unmittelbar nach ihrer Beerdigung ihren Sarg für seine medizinischen Studien öffnen. Dann läuft sie ihren Häschern davon, nimmt von dem Gift Mechthilds, das einen tot erscheinen lässt, und geht in einen See. Wie erhofft, öffnet Horatio unmittelbar nach ihrer Beerdigung den Sarg und rettet sie.
Ophelia hat den Schwestern Gertrude und Mechthild beiden die Augen geöffnet: Gertrude erfährt, dass Claudius es war, der ihre Schwester schwängerte, Mechthild erfährt, dass Claudius es war, der sie zur Hexe erklären ließ und die Menschen gegen sie aufhetzte.
Alle sinnen nun auf Rache. Laertes, Ophelias Bruder und Polonius’ Sohn, der zwischenzeitlich zum Studium in Frankreich weilte, will seinen Vater rächen und erfährt bei seiner Rückkehr, dass Hamlet es war, der ihn tötete. Claudius will Hamlet tot sehen und präpariert daher das Schwert von Laertes mit Gift von Mechthild, so dass Hamlet bei einem bevorstehenden Zweikampf mit Laertes bereits bei der leichtesten Verwundung sterben wird. Gertrude hasst Claudius, Mechthild verbündet sich mit dem herannahenden norwegischen Heer, um das dänische Königreich zu stürzen. Alles läuft Shakespeare-typisch auf das totale Verderben hinaus.
Doch Ophelia hat sich, als Mann verkleidet, zurück an den Hof geschlichen und beschwört Hamlet, von dem Kampf mit Laertes abzulassen, der das Inferno auslösen würde. Sie erinnert ihn daran, dass er ihr bei der Hochzeit gelobt hatte, der ihre zu sein, und dass jetzt der Moment wäre, der Rachsucht zu widerstehen und die Geschichte zu wenden: Not every story must end with a battle. (Nicht jede Geschichte muss mit einer Schlacht enden.) Doch Hamlet heißt sie, in die Ferne vorauszugehen, er werde folgen, wenn er Rache geübt habe. Traurig sagt Ophelia ihrem Geliebten daraufhin Lebewohl.
Die Schlacht beginnt, in der bis auf Mechthild alle sterben werden. Ophelia reist in die Ferne in ein Kloster, bringt dort das Mädchen zur Welt, das sie von Hamlet empfangen hat, und zieht es weitab der höfischen Welt in Frieden groß.

## Produktion
Im Mai 2016 wurde bekanntgegeben, dass Daisy Ridley und Naomi Watts in dem Film Hauptrollen übernehmen und Daniel Bobker, Ehren Kruger und Sarah Curtis produzieren würden. Oscar-Preisträger Steven Price wurde die Filmmusik anvertraut.
Die Dreharbeiten begannen im April 2017; ein erstes Bild wurde im Mai veröffentlicht. Nach drei Monaten wurden die Dreharbeiten am 6. Juli 2017 abgeschlossen.

## Veröffentlichung
Der Film hatte seine Premiere am 22. Januar 2018 auf dem Sundance Film Festival. In die US-Kinos kam er am 28. Juni 2019 und war bereits ab dem 3. Juli auf Streaming-Plattformen erhältlich. Im August 2019 wurde ein Vertrag für den Vertrieb in Großbritannien unterzeichnet.
In Deutschland wurde der Film erst am 23. April 2020 veröffentlicht, wegen der COVID-19-Pandemie direkt auf DVD/Blu-ray.

## Rezeption
Im September 2023 veröffentlichte die Entertainment-Nachrichtenseite Vulture eine Recherche, in der anhand eines konkreten Beispiels gezeigt wurde, wie Bewertungen auf Rotten Tomatoes beim Film Ophelia durch eine PR-Firma manipuliert worden sein sollen.

## Synchronisation
Die deutsche Synchronisation entstand erst 2020 durch die Synchronfirma Boom Company GmbH in Starnberg. Die Dialogregie und das Dialogbuch führten Cornelius Frommann.
| Rolle              | Darsteller              | Synchronsprecher   |
| ------------------ | ----------------------- | ------------------ |
| Ophelia            | Daisy Ridley            | Kaya Marie Möller  |
| Gertrude/Mechthild | Naomi Watts             | Irina von Bentheim |
| König Claudius     | Clive Owen              | Tom Vogt           |
| Prinz Hamlet       | George MacKay           | Konrad Bösherz     |
| Laertes            | Tom Felton              | Fabian Oscar Wien  |
| Horatio            | Devon Terrell           | Tino Mewes         |
| Polonius           | Dominic Mafham          | Thomas Schmuckert  |
| Christina          | Daisy Head              | Marieke Oeffinger  |
| Ophelia (jung)     | Mia Quiney              | Johanna Schmoll    |
| Hamlet (jung)      | Jack Cunningham-Nuttall | Konrad Bösherz     |
| Laertes (jung)     | Calum O’Rourke          | Sebastian Fitzner  |